# چاپیلسک
چاپیلسک (به لهستانی:  Czapielsk) یک روستا در لهستان است که در گمینا کولبوده واقع شده‌است. چاپیلسک ۲۱۷ نفر جمعیت دارد.